# La Cerollera
La Cerollera – gmina w Hiszpanii, w prowincji Teruel, w Aragonii, o powierzchni 33,75 km². W 2011 roku gmina liczyła 116 mieszkańców.